# 布爾萊克 (蒙大拿州)
布爾萊克（英語：Bull Lake）是位於美國蒙大拿州林肯縣的普查規定居民點。

## 人口
根據2020年美國人口普查的數據，布爾萊克的面積為8.02平方千米，當中陸地面積為4.69平方千米，而水域面積為3.33平方千米。當地共有人口180人，而人口密度為每平方千米22.44人。